# 飞路巴士

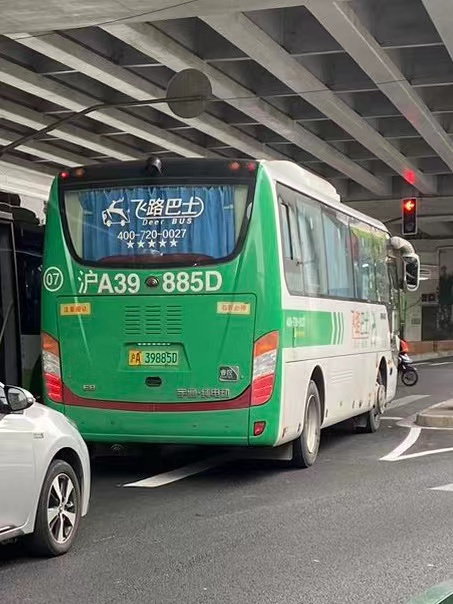
飛路巴士

飞路巴士是中華人民共和國上海市一家共享巴士以及定制巴士服務商，成立于2014年3月，隶属于上海雷腾软件股份有限公司。截至2018年上半年，该平台已定制上海地区共享班车路线156条，B端合作企业100多家。